# Филдс, Найра
Найра Уэллман Филдс (англ. Nirra Wellman Fields; род. 3 декабря 1993, Ванкувер, Британская Колумбия, Канада) — канадская профессиональная баскетболистка, выступавшая в женской национальной баскетбольной ассоциации. Была выбрана на драфте ВНБА 2016 года в третьем раунде под общим тридцать вторым номером клубом «Финикс Меркури». Играет на позиции атакующего защитника и лёгкого форварда.
В составе национальной сборной Канады принимала участие на Олимпийских играх 2016 года в Рио-де-Жанейро и 2020 года в Токио, стала триумфатором чемпионатов Америки 2015 года в Эдмонтоне и 2017 года в Буэнос-Айресе и Панамериканских игр 2015 года в Торонто, также принимала участие на чемпионатах мира 2014 года в Турции, 2018 года в Испании и 2022 года в Австралии и чемпионате Америки 2021 года в Сан-Хуане.

## Ранние годы
Найра Филдс родилась 3 декабря 1993 года в городе Ванкувер (провинция Британская Колумбия), дочь Фейт Филдс, у неё есть шесть братьев, старшие, Энтони, Майкл, Шон, Алекс и Крис, и младший, Эй Джей, а училась в средней школе Матер-Деи в городе Санта-Ана (штат Калифорния), в которой выступала за местную баскетбольную команду.